# Recuerdos de Ypacaraí

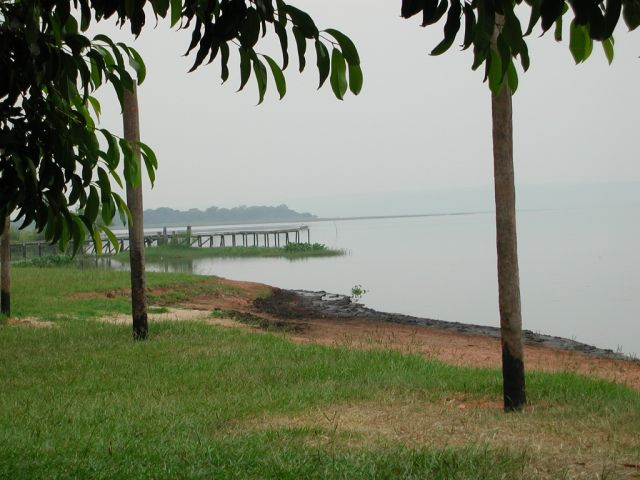
Lago Ypacaraí

«Recuerdos de Ypacaraí» es una canción guarania con letra de Zulema de Mirkin y música de Demetrio Ortiz.
Con esta canción de amplia difusión mundial, Demetrio Ortiz se da a conocer y contribuyó al conocimiento de la música de Paraguay así como del lago Ypacaraí y la ciudad de Ypacarai.
La canción fue grabada, difundida, interpretada e incluso traducida por varios artistas de talla y reconocimiento mundial, tales como Jorge Cafrune, Javier Solís, Julio Iglesias, Carlos Sánchez "El Ruiseñor de Hato Viejo", Luis Alberto del Paraná, Mercedes Sosa, Caetano Veloso, Berta Rojas, Ivete Sangalo, Eugenia León, Jorge Drexler, Ana Gabriel, Vale Acevedo y Marisol Redondo, entre muchos otros.

## Historia
Según su autobiografía «Una guitarra, un hombre», Demetrio Ortiz compuso esta obra en 1948 mientras estaba en Córdoba, a raíz de recordar a un viejo amor y con su guitarra dio las notas de lo que luego sería «Recuerdos de Ypacaraí». Dos años después, en Buenos Aires, conoció a Zulema De Mirkin, quien le escribiría la letra. Desde este momento trascurrieron dos años hasta que la canción fue interpretada por primera vez en 1951.
De acuerdo a la inspiración de Ortiz para la música, y reafirmado por su hija, llegó al conocer a una hermosa mujer en la ciudad de San Bernardino, a orillas del Lago Ypacaraí, de la cual nunca volvió a saber. La letra de la música hace referencia a cuando una joven caminaba cerca del hotel de hospedaje de Ortiz y los demás músicos. Ambos se conocieron y la joven admitió que su pasión también era el canto, por lo que se puso a cantar con él viejas canciones en guaraní. Demetrio Ortiz acordó reencontrarse con ella, pero tras la Guerra Civil del 47, nunca más supo de ella. En 1950 Ortiz relató su historia a Zulema de Mirkin, quien escribió la letra.
En 1971, se realizó la primera edición del Festival del lago de Ypacaraí, donde le rindieron honores a Demetrio Ortiz.
La palabra kuñataĩ en el texto de la canción es de origen guaraní y significa ‘señorita’ o ‘muchacha’.

## Intérpretes

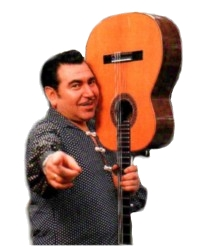
Luis Alberto del Paraná.

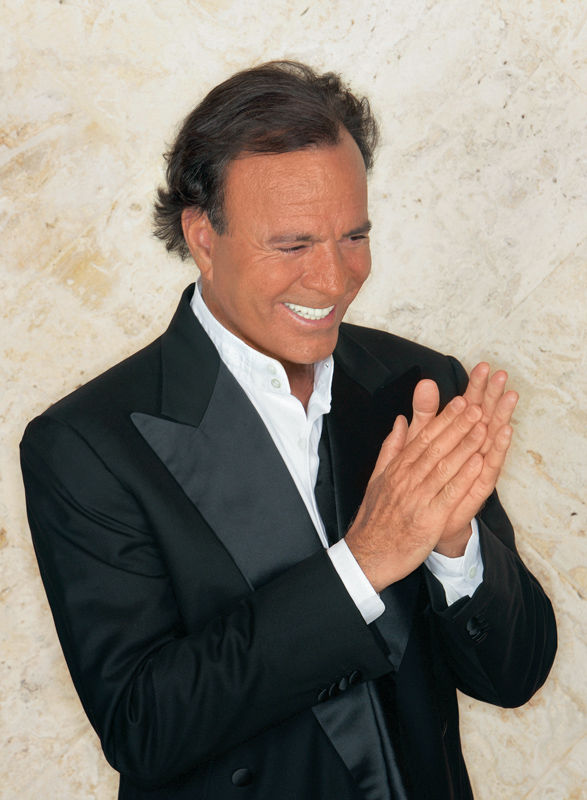
Julio Iglesias.

Esta pieza reconocida mundialmente ha sido interpretada por cantantes del Paraguay como Luis Alberto del Paraná y su trío Los Paraguayos, quienes la interpretan en la producción cinematográfica paraguaya la “La burrerita de Ypacaraí”; además de Berta Rojas, Rolando Ojeda o El Indio Araucano. 
Entre músicos y cantautores internacionales que han interpretado esta inmortal pieza musical se destacan: Los Cuatro Hermanos Silva de Chile, quienes la popularizaron en la mayoría de América Latina en los años 50, Javier Solís, Gloria Lasso, Los 3 Paraguayos, Verónica Condomí, Ramona Galarza, Julio Iglesias, el cual grabó la canción en francés, italiano, portugués y castellano a principios de los ochenta, Mona Bell, Trío Los Panchos, Los Machucambos, Neil Sedaka, Caetano Veloso, Ivete Sangalo, Michel Teló, Coti Sorokin y Jorge Drexler. Cabe mencionar también que Ray Polanco realizó una versión merengue en 1985, Eugenia León e Iraida Noriega la interpretaron a dueto en 2013, y el conjunto de habaneras Els Pescadors de l'Escala, cantan una versión en catalán (traducida y adaptada por Joaquim Piqué i Palau).

## Letra en español
Una noche tibia nos conocimos
junto al lago azul de Ypacaraí
Tú cantabas triste por el camino
viejas melodías en guaraní
Y con el embrujo de tus canciones
iba renaciendo tu amor en mí
Y en la noche hermosa de plenilunio
de tus blancas manos sentí el calor
que con sus caricias me dio el amor 
Dónde estás ahora cuñataí
que tu suave canto no llega a mí
Dónde estás ahora
mi ser te añora con frenesí
Todo te recuerda mi dulce amor
junto al lago azul de Ypacaraí
Todo te recuerda
mi ser te añora cuñataí

## Letra en guaraní
Peteĩ pyhare ñasaindy põrãme
Ypacaraípe jajokuaá
purahéi pyasy heñõi nde ñe'ãme
ñane mborayhu mandu'a harã
Ne ñe'ẽ yvoty purahéi asype
che mo pirĩmba pe ne kunu'ũ
ha upe pyhare ñasaindy põrãme
nde jyva kiryĩ morotĩasyete
añandu oñua ko che mborayhu
Mamopa reime kuñataĩmi
ahendusete ku nde purahéi
mamopa che ama
reime ko'ãgã rohechase
Ypacarai rovyũ satĩ
oime ohesape ne ra'angami
ha ropurahéivo
aiko rohenoivo kuñataĩ